# Federico Damian Lifschitz
Federico Damian Lifschitz (Rosario, Argentina, 26 de abril de 1991) es un político argentino, actual concejal de la ciudad de Rosario, Santa Fe, por el partido Unidos para Cambiar Santa Fe. Es hijo de Miguel Lifschitz, exintendente de Rosario y exgobernador de la provincia de Santa Fe. 

## Trayectoria
Cursó sus estudios secundarios en el Instituto Politécnico Superior "General San Martín" de Rosario y es estudiante de la Licenciatura en Administración.
A los 17 años se integró al Partido Socialista donde ocupó el rol de responsable de la Juventud Socialista en la zona sur de Rosario. Posteriormente, organizó un grupo en la seccional 16, correspondiente al barrio Tablada, y coordinó los 22 centros socialistas de la ciudad.
En 2023, lanzó su candidatura a concejal de Rosario con un enfoque en temas de seguridad y problemáticas urbanas. Durante la campaña, utilizó estrategias dirigidas a atraer al electorado joven, incluyendo la creación de un perfil en la aplicación Tinder para difundir sus propuestas y un eslogan de campaña que llamó la atención por su estilo directo "Basta de discutir boludeces", cuestionando el accionar del concejo deliberante en ese momento. 
El 10 de diciembre de 2023, asumió como concejal de Rosario por el Partido Socialista siendo el candidato más votado de ese partido, con un mandato hasta 2027. Su labor política se centra en temas de gestión local y seguridad.
A finales de 2024, lanzó el espacio denominado “Nueva Energía” dentro del arco político de Unidos para Cambiar Santa Fe. El lanzamiento contó con el respaldo de diversos referentes barriales de la ciudad y el gobernador de la provincia de Santa Fe Maximiliano Pullaro.